# Головчинский сельский совет (Залещицкий район)
Головчинский сельский совет (укр. Головчинська сільська рада) — входит в состав
Залещицкого района
Тернопольской области
Украины.
Административный центр сельского совета находится в 
с. Головчинцы.

## История
- 1989 — дата образования.

## Населённые пункты совета
- с. Головчинцы
- с. Королёвка